# 別府大分毎日マラソン
別府大分毎日マラソン大会（べっぷおおいたまいにちマラソンたいかい）は、大分県大分市の大分マリーンパレス水族館“うみたまご”をスタート、別府市の亀川バイパス（別府市中央浄化センター付近）を折り返し、大分市営陸上競技場をゴールとする、42.195kmを走破するフルマラソン大会である。通称、別大マラソン（べつだい-）。毎年2月の第1日曜日に開催される。

## 概要と歴史
「幻の五輪代表」として知られ、日本陸上競技連盟五輪代表コーチも務めた大分県出身の池中康雄が提唱して創設された大会である。国道197号線と、別大国道をメインコースとした海沿いの全般的に平坦なコース（最大高低差約7m）で、マラソンランナーの登竜門と言われることが多い。また地元大分県出身選手の最優秀賞として創設者の名を取った「池中杯」が贈られる。
1980年代より、当大会の1週間後に東京国際マラソンが毎年開催されるようになってから有力選手があまり集まらなくなってきたが、2007年に東京国際マラソンが市民マラソン（東京マラソン）化したこともあって、当大会のレベルが相対的に上昇。2001年の第50回と2005年以降の西暦奇数年と2000年以降の夏季オリンピック開催年と2002年以降の夏季アジア大会開催年と2016年以降の夏季パラリンピック開催年は、それぞれの年にある世界陸上選手権・夏季オリンピック・夏季アジア大会の代表選考会男子の部第3戦になっている（一部を除き参考レース扱い。その場合は選考会議に判断が委ねられる）が、視覚障害者に限り夏季パラリンピックの代表選考会も兼ねている。そのため、年によって出場選手のレベルに差が出てくることが懸念される。そんな中、2020年夏季オリンピック代表選考の統一レースとなるマラソングランドチャンピオンシップの出場権をかけた「MGCシリーズ対象レース」の一つに選ばれた。2018年と2019年の大会で、優勝または一定の成績で3位以内に入った選手にMGCへの出場権が与えられる。
高低差は小さいが、海沿いのコースであるため、風の影響を受けやすい。特に、別大国道の区間は風をさえぎるものがなく、海からの風をまともに受ける。この海風が選手の体力を消耗させるため、平坦なコースではあるが、記録を出すのは容易なことではない。
2001年の第50回大会や2011年の第60回大会は記念大会として、参加資格が大幅に緩和されて実施されている。
第70回大会は新型コロナウイルスの影響で2022年に延期。開催予定だった2021年は代替企画として「別大チャレンジ2021」を1月31日から2月28日までの期間に実施する。
大会事務局は北九州市小倉北区の毎日新聞西部本社内に置かれている。
2022年の第70回大会は、新型コロナウイルスの感染が再び急拡大したことを受けてカテゴリー1の男子232人、国際パラリンピック委員会登録のブラインドランナー男女14人、大分県在住の男女292人の計543人に限定して開催することを決めた。カテゴリー2、3、4のランナーについてはスマートフォンを活用したリモートマラソン大会の出場を勧めている。

### 世界記録
1963年の第12回大会で、寺沢徹が 2時間15分15秒8 の世界最高記録を樹立した。この記録は2023年現在まで、日本国内のレースで日本人選手が記録した最後のマラソン世界記録となっている。

### ハプニング
- 1994年の第43回大会では先頭を走っていた外国人選手数名が正規の折り返し地点から140メートル程手前で折り返し、失格になったのを知らずにそのままゴールインしたことがあった[4]。（下記 ｢歴代優勝者｣ の項も参照。）
- 2004年の第53回から公認ペースメーカーが導入されたが、この大会でこれを務めていた前年の第52回大会優勝者のサムソン・ラマダーニが途中から独走してしまい、40km付近でコーチに止められるハプニングがあった。ペースメーカーは契約上完走してはいけないことになっていた。なお同様のハプニングは2010年の福岡国際マラソンでも発生している。

### 女子の参加
世界的に女子のマラソンが広まっていた1979年の第28回大会では試験的に女子の参加が認められ、当時鬼太鼓座に所属していた小幡キヨ子が2時間48分52秒（173位）で完走した。鬼太鼓座の参加申請に対して、大会事務局長の池中康雄は、男女混合という国際陸上競技連盟が公認しない方式での参加を当初拒否して鬼太鼓座側と議論になり、最終的に男子とは時差スタートとすることで決着した。小幡の記録は、当時日本最高記録に相当する（この時点では陸連は女子のマラソンを道路日本記録の公認対象にしていなかった）ものであった。
翌1980年の第29回大会では小幡キヨ子のほか、阿部しのぶ、宍戸和子の3人が出走、小幡は2時間51分32秒で完走したが、阿部と宍戸は関門制限に間に合わずに途中棄権となった。小幡は鬼太鼓座の男性メンバーのエスコートを受けて走り、これはルール違反ではないかとも指摘された。
1981年の第30回大会には古庄公子と村本みのるの2人が出走（スタートは男子の1分後）、村本は2時間50分31秒で完走し、これは当時の女子マラソンの公認道路日本記録だった。
その後、女子の参加は認められていなかったが、60周年記念大会が行われた2011年より「一般参加」のみではあるが再び女子選手にも門戸を開放されることになった。

## コース
開設当初は、別府駅前（後に別府国際観光港前に変更）をスタート・ゴールとし、大分市鶴崎のアサリスポーツ前で折り返していたが、1983年に大分市営陸上競技場をスタート・ゴールとし、別府国際観光港前で折返すコースに変更された。
2010年大会よりコース変更。新しいコースは、大分・別府の市境に近いうみたまごをスタートして別府市内を走り、最後に大分市内を回るルートとなる。これにより、仏崎付近の急傾斜のバンク状のカーブを走行する回数が減り、追い風も多くなると見込まれることから、実行委員会では好記録が期待できるとしている。また、別府・大分の両市街地を走行する距離が増えることから、観客増も期待されている。
2016年大会よりコース変更。起終点は変わらないが、大分市内で第2折り返し点が設けられ、大分川を渡る回数を3回から1回とし終盤の高低差を減少。さらなる好記録を狙えるコースとした。

## 大会運営
（第69回大会のもの）
- 主催：九州陸上競技協会、大分県、大分県教育委員会、別府市、別府市教育委員会、大分市、大分市教育委員会、毎日新聞社、RKB毎日放送、OBS大分放送
- 後援：（公財）日本陸上競技連盟、日本実業団陸上競技連合、（公財）大分県スポーツ協会、スポーツニッポン新聞社
- 主管：大分陸上競技協会
- 支援：大分県警察本部、陸上自衛隊別府駐屯地第41普通科連隊、大分県スポーツドクター協議会、国土交通省九州地方整備局大分河川国道事務所

### 特別協賛
- ピー・シー・エー（2013年 - ）
- ソニー生命保険（2017年）

#### 過去の特別協賛
- 朝日ソーラー （1991年 - 1997年・2001年 - 2012年）※2014年以降は協賛
- 永谷園（1998年）
- トライグループ（1999年）
- 日興ビーンズ証券（2000年）
- アートネイチャー（2013年 - 2016年）

この他に出光興産、二階堂酒造、ジャパネットたかた、ECC、若築建設も筆頭スポンサーとして協賛している。※2023年（第71回大会）
特別協力としてSEIKOが大会公式計時を担当し三菱自動車が大会公式車両を提供する。※2023年（第71回大会）

## 参加資格
第60回大会の参加資格を記す。記録ごとに3つのカテゴリーに分けられている。

### カテゴリー1
- 日本陸上競技連盟登記登録者であること。
- 本大会当日時点で20歳以上であり、申込時点で下記の日本陸上競技連盟公認記録をもつこと(記録はグロスタイム)。
  1. マラソンは2時間30分以内
  2. 30キロレースは1時間40分以内
  3. ハーフマラソンは1時間10分以内
- 上記のほか日本陸上競技連盟、都道府県陸上競技協会、日本実業団陸上競技連合、および日本学生陸上競技連合（実業団と学連は地域連盟の推薦で可）の推薦がある者。
- 定員の上限はない。

### カテゴリー2
- 日本陸上競技連盟登記登録者であること。
- 本大会当日時点で20歳以上であり、申込時点で下記の日本陸上競技連盟公認記録をもつこと(記録はグロスタイム)。
  1. マラソンは3時間00分以内
  2. 30キロレースは1時間54分以内
  3. ハーフマラソンは1時間17分以内
- 定員の上限はない。

### カテゴリー3
- 本大会当日時点で20歳以上であり、申込時点でマラソン3時間30分以内の記録をもつこと(記録はグロスタイム)。
- 定員は1000名とし、先着順に受付ける。

なお、2010年以前の参加資格は以下の通りである。
- 日本陸上競技連盟登記登録者（男子）であること。
- 外国選手の場合は、それぞれの国の陸上競技団体の証明を有すること。
- マラソンは本大会当日時点で20歳以上で下記の日本陸上競技連盟公認記録をもつこと。
  - 記録証等（コピー可）を添付すること。 また、所属する都道府県陸上競技協会の承認印を受けること

  1. マラソンは2時間50分以内
  2. 30キロレースは1時間50分以内
  3. ハーフマラソンは1時間15分以内
- 上記のほか日本陸上競技連盟、都道府県陸上競技協会、日本実業団陸上競技連合、および日本学生陸上競技連合（実業団と学連は地域連盟の推薦で可）の推薦がある者。

## 歴代優勝者

### 男子
氏名・所属は当時。 -数字- は優勝回数、 太字 は世界記録、 太字 は日本記録、 太字 は大会記録（いずれも当時）。
| 回 | 開催日        | 氏名                       | 国名・所属                     | タイム        | 備考                                                                                             |
| -- | ------------- | -------------------------- | ------------------------------ | ------------- | ------------------------------------------------------------------------------------------------ |
| 1  | 1952年1月20日 | 濱村秀雄                   | 秋穂陸協                       | 2時間01分50秒 | 35kmのコースで実施                                                                               |
| 2  | 1953年2月1日  | 山田敬蔵                   | 同和鉱業                       | 2時間29分05秒 |                                                                                                  |
| 3  | 1954年2月7日  | 内川義高                   | 日大                           | 2時間34分48秒 |                                                                                                  |
| 4  | 1955年2月12日 | 西田勝雄                   | 九州電工                       | 2時間29分19秒 |                                                                                                  |
| 5  | 1956年2月12日 | 廣島庫夫                   | 旭化成                         | 2時間26分24秒 |                                                                                                  |
| 6  | 1957年2月10日 | 貞永信義                   | 鐘紡防府                       | 2時間26分40秒 |                                                                                                  |
| 7  | 1958年2月10日 | 廣島庫夫 -2-               | 旭化成                         | 2時間25分16秒 |                                                                                                  |
| 8  | 1959年2月8日  | 築地美孝                   | 東京教育大                     | 2時間23分40秒 |                                                                                                  |
| 9  | 1960年2月14日 | 渡邊和己                   | 九州電工                       | 2時間23分30秒 |                                                                                                  |
| 10 | 1961年3月12日 | 宇和博                     | 旭化成                         | 2時間23分45秒 |                                                                                                  |
| 11 | 1962年2月11日 | 宍戸英顕                   | 東洋大                         | 2時間23分54秒 |                                                                                                  |
| 12 | 1963年2月17日 | 寺沢徹                     | 倉敷レイヨン                   | 2時間15分15秒 | 当時の世界最高記録を樹立                                                                         |
| 13 | 1964年2月2日  | 寺沢徹 -2-                 | 倉敷レイヨン                   | 2時間17分48秒 |                                                                                                  |
| 14 | 1965年2月7日  | 寺沢徹 -3-                 | 倉敷レイヨン                   | 2時間14分38秒 |                                                                                                  |
| 15 | 1966年2月13日 | 寺沢徹 -4-                 | 倉敷レイヨン                   | 2時間14分35秒 | 大会4連覇                                                                                        |
| 16 | 1967年2月5日  | 君原健二                   | 八幡製鐵                       | 2時間13分33秒 |                                                                                                  |
| 17 | 1968年2月4日  | 佐々木精一郎               | 九州電工                       | 2時間13分23秒 |                                                                                                  |
| 18 | 1969年2月2日  | 上岡忠明                   | 東洋工業                       | 2時間14分03秒 |                                                                                                  |
| 19 | 1970年2月8日  | 君原健二 -2-               | 八幡製鐵                       | 2時間17分12秒 |                                                                                                  |
| 20 | 1971年2月7日  | 君原健二 -3-               | 八幡製鐵                       | 2時間16分52秒 |                                                                                                  |
| 21 | 1972年2月6日  | 御船芳郎                   | リッカー                       | 2時間19分10秒 |                                                                                                  |
| 22 | 1973年2月4日  | 君原健二 -4-               | 新日鐵                         | 2時間14分55秒 |                                                                                                  |
| 23 | 1974年2月3日  | 浜田安則                   | 鹿児島中央高教員               | 2時間13分04秒 |                                                                                                  |
| 24 | 1975年2月2日  | 小沢欽一                   | 神戸製鋼                       | 2時間13分10秒 | 当時初マラソン日本最高記録                                                                       |
| 25 | 1976年2月1日  | 重竹幸夫                   | 九州電工                       | 2時間14分22秒 |                                                                                                  |
| 26 | 1977年2月6日  | 浜田安則 -2-               | 鹿児島中央高教員               | 2時間13分57秒 |                                                                                                  |
| 27 | 1978年2月5日  | 宗茂                       | 旭化成                         | 2時間09分05秒 | 日本人初のサブテン                                                                               |
| 28 | 1979年2月4日  | 喜多秀喜                   | 神戸製鋼                       | 2時間13分29秒 | 翌年優勝の武冨豊が0.3秒差で2位                                                                   |
| 29 | 1980年2月3日  | 武冨豊                     | 神戸製鋼                       | 2時間13分29秒 |                                                                                                  |
| 30 | 1981年2月1日  | 宗茂 -2-                   | 旭化成                         | 2時間11分30秒 | 双子の弟・猛が2秒差で2位                                                                         |
| 31 | 1982年2月7日  | ボブ・ホッジ               | アメリカ合衆国                 | 2時間15分43秒 | 初の外国人覇者                                                                                   |
| 32 | 1983年2月6日  | 西村義弘                   | 新日鐵大分                     | 2時間13分55秒 |                                                                                                  |
| 33 | 1984年2月5日  | コール・フリント           | オランダ                       | 2時間12分05秒 |                                                                                                  |
| 34 | 1985年2月3日  | 谷口浩美                   | 旭化成                         | 2時間13分16秒 | 初マラソン初優勝                                                                                 |
| 35 | 1986年2月2日  | 児玉泰介                   | 旭化成                         | 2時間10分34秒 |                                                                                                  |
| 36 | 1987年2月1日  | 西村義弘 -2-               | 新日鐵大分                     | 2時間12分03秒 | 4年ぶり2度目                                                                                     |
| 37 | 1988年2月7日  | ブルーノ・ラフランキ       | スイス                         | 2時間11分58秒 |                                                                                                  |
| 38 | 1989年2月5日  | 清水悟                     | 鐘紡                           | 2時間12分26秒 |                                                                                                  |
| 39 | 1990年2月4日  | ボグスラフ・ブシェック     | ポーランド                     | 2時間11分56秒 |                                                                                                  |
| 40 | 1991年2月3日  | 森下広一                   | 旭化成                         | 2時間08分53秒 | 当時の初マラソン日本最高記録で優勝。大会史上初の8分台                                            |
| 41 | 1992年2月2日  | ディオニシオ・セロン       | メキシコ                       | 2時間08分36秒 |                                                                                                  |
| 42 | 1993年2月7日  | マウリリオ・カスティーヨ   | メキシコ                       | 2時間13分04秒 |                                                                                                  |
| 43 | 1994年2月6日  | 中富肇                     | NEC                            | 2時間11分28秒 | 本来1位だったマウリリヨ・カスティーヨが 折り返し点を間違え失格となったため、実質的な繰り上げ優勝 |
| 44 | 1995年2月5日  | パトリック・キャロル       | オーストラリア                 | 2時間09分39秒 |                                                                                                  |
| 45 | 1996年2月4日  | ゲルト・タイス             | 南アフリカ共和国               | 2時間08分30秒 |                                                                                                  |
| 46 | 1997年2月2日  | ローランド・ベラ           | エクアドル                     | 2時間12分00秒 |                                                                                                  |
| 47 | 1998年2月1日  | 清水昭                     | 杵築東芝                       | 2時間09分11秒 | 清水は当時21歳5ヶ月2日で、日本最年少のサブテン記録                                               |
| 48 | 1999年2月7日  | エデル・モレノ             | ブラジル                       | 2時間09分54秒 |                                                                                                  |
| 49 | 2000年2月6日  | 榎木和貴                   | 旭化成                         | 2時間10分44秒 |                                                                                                  |
| 50 | 2001年2月4日  | 西田隆維                   | エスビー食品                   | 2時間08分45秒 |                                                                                                  |
| 51 | 2002年2月3日  | サミー・コリル             | ケニア                         | 2時間11分45秒 |                                                                                                  |
| 52 | 2003年2月2日  | サムソン・ラマダーニ       | タンザニア                     | 2時間09分24秒 |                                                                                                  |
| 53 | 2004年2月1日  | 武田宏旦                   | 四国電力                       | 2時間12分02秒 |                                                                                                  |
| 54 | 2005年2月6日  | 入船敏                     | カネボウ                       | 2時間09分56秒 |                                                                                                  |
| 55 | 2006年2月5日  | ゲルト・タイス -2-         | 南アフリカ共和国               | 2時間09分45秒 | 10年ぶりの優勝という“珍”記録                                                                     |
| 56 | 2007年2月4日  | 藤田敦史                   | 富士通                         | 2時間10分23秒 |                                                                                                  |
| 57 | 2008年2月3日  | 足立知弥                   | 旭化成                         | 2時間11分59秒 | 初マラソン初優勝                                                                                 |
| 58 | 2009年2月1日  | アディル・アンナニ         | モロッコ                       | 2時間10分15秒 |                                                                                                  |
| 59 | 2010年2月7日  | ジョナサン・キプコリル     | ケニア                         | 2時間10分50秒 | コース大幅変更                                                                                   |
| 60 | 2011年2月6日  | アハメド・バダイ           | モロッコ                       | 2時間10分14秒 |                                                                                                  |
| 61 | 2012年2月5日  | アルン・ジョロゲ           | ケニア（小森コーポレーション） | 2時間09分38秒 |                                                                                                  |
| 62 | 2013年2月3日  | 川内優輝                   | 埼玉県庁                       | 2時間08分15秒 | 17大会ぶりに大会最高記録を更新                                                                   |
| 63 | 2014年2月2日  | アブラハム・キプリモ       | ウガンダ                       | 2時間09分23秒 |                                                                                                  |
| 64 | 2015年2月1日  | ツールデ・エスティファノス | エリトリア                     | 2時間10分18秒 |                                                                                                  |
| 65 | 2016年2月7日  | メラク・アベラ             | エチオピア（黒崎播磨）         | 2時間09分27秒 |                                                                                                  |
| 66 | 2017年2月5日  | 中本健太郎                 | 安川電機                       | 2時間09分32秒 | 14回目のマラソン挑戦で念願の初優勝                                                               |
| 67 | 2018年2月4日  | デスモンド・モクゴブ       | 南アフリカ共和国               | 2時間09分31秒 | 2019マラソングランドチャンピオンシップ（MGC）シリーズ対象大会                                    |
| 68 | 2019年2月3日  | ヒシャム・ラクーアヒ       | モロッコ                       | 2時間08分36秒 | 2019MGCシリーズ対象大会                                                                          |
| 69 | 2020年2月2日  | ハムザ・サリ               | モロッコ                       | 2時間08分01秒 | 大会最高記録を更新                                                                               |
| 70 | 2022年2月6日  | 西山雄介                   | トヨタ自動車                   | 2時間07分47秒 | 2023MGCチャレンジ対象レース 大会史上初の7分台。初マラソン初優勝                                  |
| 71 | 2023年2月5日  | イブラヒム・ハッサン       | ジブチ                         | 2時間06分43秒 | 2023MGCチャレンジ対象レース 大会史上初の6分台                                                    |
| 72 | 2024年2月4日  | ワークナー・デレセ         | エチオピア（ひらまつ病院）     | 2時間07分59秒 |                                                                                                  |
| 73 | 2025年2月2日  | ビンセント・キプチュンバ   | ケニア                         | 2時間06分01秒 | 大会最高記録を更新                                                                               |

### 女子
氏名・所属は当時。 太字 は大会新記録。
| 回 | 開催日       | 氏名                     | 国名・所属                   | タイム        | 備考                                  |
| -- | ------------ | ------------------------ | ---------------------------- | ------------- | ------------------------------------- |
| 60 | 2011年2月6日 | 望月千幸                 | キヤノンアスリートクラブ九州 | 2時間39分57秒 |                                       |
| 61 | 2012年2月5日 | 望月千幸 -2-             | キヤノンアスリートクラブ九州 | 2時間43分12秒 |                                       |
| 62 | 2013年2月3日 | 望月千幸 -3-             | キヤノンアスリートクラブ九州 | 2時間40分11秒 |                                       |
| 63 | 2014年2月2日 | 山口遥                   | AC・KITA                     | 2時間41分56秒 |                                       |
| 64 | 2015年2月1日 | 望月千幸 -4-             | キヤノンアスリートクラブ九州 | 2時間41分28秒 |                                       |
| 65 | 2016年2月7日 | 吉冨博子                 | ファーストドリームAC佐賀     | 2時間45分07秒 |                                       |
| 66 | 2017年2月5日 | 山口遥 -2-               | AC・KITA                     | 2時間40分31秒 |                                       |
| 67 | 2018年2月4日 | 吉冨博子 -2-             | メモリード                   | 2時間33分00秒 |                                       |
| 68 | 2019年2月3日 | 山口遥 -3-               | AC・KITA                     | 2時間36分51秒 |                                       |
| 69 | 2020年2月2日 | レイチェル・ロジャーズ   | オーストラリア               | 2時間40分02秒 |                                       |
| 70 | 2022年2月6日 | 道下美里                 | 三井住友海上                 | 2時間57分20秒 | 視覚障害者部門でも優勝し、2冠を達成。 |
| 71 | 2023年2月5日 | ロバ・ゼイトナ・フーサン | エチオピア（デンソー）       | 2時間31分40秒 | 初マラソン初優勝                      |
| 72 | 2024年2月7日 | 真柄碧                   | 福井陸協                     | 2時間40分31秒 |                                       |
| 73 | 2025年2月5日 | 好士理恵子               | えもと塾                     | 2時間40分20秒 |                                       |

## テレビ中継
- 1978年の第27回大会で宗茂（大分県出身）が日本の男子フルマラソン選手で初めて2時間10分を切るゴールタイム（2時間9分56秒）で優勝したことをきっかけに、日本の民放テレビ局では初めてのフルマラソン完全生中継が、大分放送（OBS）・RKB毎日放送（本社：福岡市）・TBS（現在のTBSテレビ）の共同制作と熊本放送（RKK）の技術協力によって翌1979年の第28回大会で実現。TBSから35名、OBSから33名、RKBから29名、RKKから5名のスタッフが中継に携わった（実況担当のアナウンサーについては後述）[24]。
- 当初からTBS系列の全局で放送されているが、現在はOBSとRKBの共同制作で、全国ネット向けの中継枠を11:50[注釈 5] - 14:24に設定。2008年の第57回大会中継から、ハイビジョンに対応している。
- 大会がパラリンピックのマラソン代表選考会を兼ねる場合（2016年・2020年）、本放送に引き続き14:24 - 15:24の1時間枠で視覚障害者部門に視点をあてた中継も別途行う[注釈 6]。
- RKBとOBSの共同制作になっているが、当初からRKBが主催に名を連ね、メイン実況はRKBのアナウンサーが担当する他、CM・提供クレジット・テロップもRKB送出であることから、実質RKB制作番組である。尚、現在OBSも主催者に加わっている。
- RKBは主に中継人員派遣・全国送出業務を担い、OBSは中継人員派遣を担う。OBS本社は競技コース沿道にあり、同所内スタジオに放送センター、大分市・別府市の各所にマイクロ受信・固定カメラの基地を設置する。第1中継車は（2018年以降は第2中継車も）RKBが、第3中継車（遅くとも2014年以降はリポートバイクに変更）をOBSが担当する。なお、前述の2016年・2020年では第3移動車は視覚障害者部門の選手を追う。
- かつてはTBSも制作幹事局に加わっていたが、現在は毎日放送（MBS）、JNN九州・沖縄・山口各社（年度によってはRCC、itvなどの中四国各社も）とともに「制作協力局」として中継に関与している[注釈 7]。
  - TBSからは、フィニッシュ地点の実況を担当するスポーツアナウンサーと、スタート地点・コース沿道のリポートを担当する女性アナウンサーを例年1名ずつ派遣。さらに、マラソン中継仕様の移動中継車を提供している。2017年までは第2中継車の実況を担うスポーツアナウンサーも派遣していたが、2018年以降は中継車での実況をOBS・RKBのアナウンサーで分担。2022年と2023年には、スタート地点からのリポートを担当するアナウンサーの派遣を見合わせたため、RKBアナウンサーの本田奈也花をリポーターに充てていた。
- 愛媛県では、itv開局以前の一時期、JNNの正式な加盟局ではない南海放送（RNB、日本テレビ系列）がネットしていた。このほかTBS系列局不在地域の日本テレビ系列局（秋田放送・山形放送☆・北日本放送☆・福井放送・四国放送）でもネットされた年度もあった（☆は系列局開局に伴いTUYとTUTにそれぞれ移行）。
- 2016年大会のテレビ中継では、当時『S☆1』（TBSテレビ制作のスポーツ情報番組）でキャスターを務めていた小島瑠璃子を初めて「スペシャルナビゲーター」に起用。この大会が2016年リオデジャネイロパラリンピックのマラソン代表選考会を兼ねていたことから、視覚障害者部門の選手を追う「第3移動車」を初めて使用したほか、例年より放送時間枠を拡大したうえで視覚障害者部門の中継を組み込んだ。もっとも、視覚障害者女子の部で優勝した選手を取材していたTBSテレビの音声スタッフが、ゴール手前からコースに進入したうえで伴走者の音声を収録していたことが大会後に判明。大会事務局および、中継の幹事局であるRKBなどの許可を得ていなかったため、TBSテレビは大会の翌日に謝罪文を公表した[25]。
- 新型コロナウイルス感染症流行の影響で大会が中止された2021年には、大会を中継を予定していた2月7日の13:00 - 13:55に、RKBの単独制作で『ティモンディのやればできる!42.195～別府大分毎日マラソン特別編～』を全国ネットで放送。ティモンディ（高岸宏行・前田裕太）がMCを務めるとともに、開催がこの年の夏に延期されていた東京2020オリンピックの男子マラソン日本代表選手（中村匠吾、服部勇馬、大迫傑）や、中継で解説を担当する予定だった瀬古利彦、原晋、増田明美などがゲストで登場した。また、ティモンディによるマラソン日本記録体感企画などを放送した[26]。

### 第73回（2025年）の放送体制
- 放送センター
実況：茅野正昌（RKB毎日放送）
解説：瀬古利彦（DeNAアスレティックスエリートアドバイザー）、原晋（青山学院大学陸上競技部長距離ブロック監督）
- 第1移動車
実況：井口謙（RKB毎日放送）
解説：河野匡（大塚製薬陸上競技部部長兼女子監督）
- 第2移動車
実況：吉田諭司（大分放送）
- バイクリポート
賎川寛人（大分放送）
- スタートリポート
浦野芽良（TBSテレビ）
- 競技場解説
坂口泰（元中国電力陸上競技部総監督）
- フィニッシュ実況
熊崎風斗（TBSテレビ）
- 競技場インタビュアー
甲斐蓉子（大分放送）
- ゲスト
K（&TEAM）

### 第72回（2024年）の放送体制
- 放送センター
実況：茅野正昌（RKB毎日放送）
解説：瀬古利彦（日本陸上競技連盟ロードランニングコミッションリーダー）、原晋（青山学院大学陸上競技部長距離ブロック監督）
- 第1移動車
実況：井口謙（RKB毎日放送）
解説：河野匡（日本陸上競技連盟ロードランニングコミッションディレクター）
- 第2移動車
実況：小田崇之（大分放送）
- バイクリポート
賎川寛人（大分放送）
- スタートリポート
佐々木舞音（TBSテレビ）
- 弁天大橋リポート
植草峻（RKB毎日放送）
- 競技場解説
坂口泰（中国電力陸上競技部監督）
- フィニッシュ実況
熊崎風斗（TBSテレビ）
- 競技場インタビュアー
甲斐蓉子（大分放送）

### 第71回（2023年）の放送体制
- 放送センター
実況：茅野正昌（RKB毎日放送）
解説：瀬古利彦（日本陸上競技連盟ロードランニングコミッションリーダー）、原晋（青山学院大学陸上競技部長距離ブロック監督）
- 第1移動車
実況：佐藤巧（RKB毎日放送）
解説：河野匡（日本陸上競技連盟ロードランニングコミッションディレクター）
- 第2移動車
実況：小田崇之（大分放送）
- バイクリポート
吉田諭司（大分放送）
- スタートリポート
本田奈也花（RKB毎日放送）
- 競技場解説
坂口泰（中国電力陸上競技部監督）
- フィニッシュ実況
熊崎風斗（TBSテレビ）
- 弁天大橋リポート・競技場インタビュアー
甲斐蓉子（大分放送）

### 第70回（2022年）の放送体制
- 放送センター
実況：茅野正昌（RKB毎日放送）
解説：瀬古利彦（日本陸上競技連盟ロードランニングコミッションリーダー）、原晋（青山学院大学陸上競技部長距離ブロック監督）
- 第1移動車
実況：宮脇憲一（RKB毎日放送）
解説：大迫傑（東京2020オリンピックへの出場後から現役を一時退いていたが、出演翌日の2月6日から現役に復帰）
- 第2移動車
実況：佐藤巧（RKB毎日放送）
- 第3移動車
実況：小田崇之（大分放送）
- バイクリポート
吉田諭司（大分放送）
- スタートリポート
本田奈也花（RKB毎日放送）[注釈 8][27]
- 競技場解説
坂口泰（中国電力陸上競技部総監督）
- フィニッシュ実況
喜入友浩（TBSテレビ）
- 競技場インタビュアー
甲斐蓉子（大分放送）

### 第69回（2020年）の放送体制
- 放送センター
実況：茅野正昌（RKB毎日放送）
解説：川嶋伸次（旭化成陸上競技部コーチ）、原晋（青山学院大学陸上競技部長距離ブロック監督）
- 第1移動車
実況：宮脇憲一（RKB毎日放送）
解説：小島忠幸（旭化成陸上競技部ヘッドコーチ）
- 第2移動車
実況：佐藤巧（RKB毎日放送）
- 第3移動車
実況：小田崇之（大分放送）
- バイクリポート
吉田諭司（大分放送）
- スタートリポート
近藤夏子（TBSテレビ）
- 競技場解説
坂口泰（中国電力陸上競技部総監督）、安田享平（日本ブラインドマラソン協会理事）
- フィニッシュ実況
土井敏之（TBSテレビ）
- 競技場インタビュアー
平山沙絵（大分放送）

### 第68回（2019年）の放送体制
- 放送センター
実況：茅野正昌（RKB毎日放送）
解説：川嶋伸次（旭化成陸上競技部コーチ）、原晋（青山学院大学陸上競技部長距離ブロック監督）
- 第1移動車
実況：宮脇憲一（RKB毎日放送）
解説：小島忠幸（旭化成陸上競技部ヘッドコーチ）
- 第2移動車
実況：佐藤巧（RKB毎日放送）
- 第3移動車
実況：小田崇之（大分放送）
- バイクリポート
吉田諭司（大分放送）
- スタートリポート
山形純菜（TBSテレビ）
- 競技場解説
坂口泰（中国電力陸上競技部総監督）
- フィニッシュ実況
佐藤文康（TBSテレビ）
- 競技場インタビュアー
飯倉寛子（大分放送）

### 第67回（2018年）の放送体制
- 放送センター
実況：茅野正昌（RKB毎日放送）
解説：川嶋伸次（旭化成陸上部コーチ）
ゲスト解説：原晋（青山学院大学陸上部長距離ブロック監督）
- 第1移動車
実況：宮脇憲一（RKB毎日放送）
解説：小島忠幸（旭化成陸上競技部ヘッドコーチ）
- 第2移動車
実況：小田崇之（大分放送）
- バイクリポート
吉田諭司（大分放送）
- スタートリポート
山本恵里伽（TBSテレビ）
- 競技場解説
坂口泰（中国電力陸上部総監督）
- フィニッシュ実況
佐藤文康（TBSテレビ）
- 競技場インタビュアー
飯倉寛子（大分放送）

### 第66回（2017年）の放送体制
- 放送センター
実況：茅野正昌（RKB毎日放送）
解説：川嶋伸次（旭化成陸上部コーチ）
ゲスト解説：油谷繁（中国電力陸上部監督）
- 第1移動車
実況：宮脇憲一（RKB毎日放送）
解説：磯松大輔（コニカミノルタ陸上部監督）
- 第2移動車
実況：新タ悦男（TBSテレビ）
- 第3移動車
実況：小田崇之（大分放送）
- バイクリポート
吉田諭司（大分放送）
- スタートリポート
皆川玲奈（TBSテレビ）
- 競技場解説
坂口泰（中国電力陸上部総監督）
- フィニッシュ実況
櫻井浩二（RKB毎日放送）
- 競技場インタビュアー
飯倉寛子（大分放送）

### 第65回（2016年）の放送体制
- 放送センター
実況：茅野正昌（RKB毎日放送）
解説：川嶋伸次（旭化成陸上部コーチ）
ゲスト解説：増田明美（スポーツジャーナリスト）
- 第1移動車
実況：櫻井浩二（RKB毎日放送）
解説：藤田敦史（駒澤大学陸上部コーチ）
- 第2移動車
実況：伊藤隆佑（TBSテレビ）
解説：磯松大輔（コニカミノルタ陸上部監督）
- 第3移動車
実況：宮脇憲一（RKB毎日放送）
- バイクリポート
吉田諭司（大分放送）
- スタートリポート
小林由未子（TBSテレビ）
- 競技場ゲスト解説
坂口泰（中国電力陸上部監督）、安田享平（日本盲人マラソン協会理事）
- フィニッシュ実況
土井敏之（TBSテレビ）
- スペシャルナビゲーター・競技場インタビュアー
小島瑠璃子
- 制作協力
TBSテレビ、毎日放送、熊本放送、中国放送、テレビ山口、あいテレビ、長崎放送、宮崎放送、南日本放送、琉球放送
※太字はe-JNN加盟局（九州・沖縄ブロックのJNN局）の各社。

### 第64回（2015年）の放送体制
- 放送センター
実況：茅野正昌（RKB毎日放送）
解説：川嶋伸次（旭化成陸上部コーチ）
- 第1移動車
実況：櫻井浩二（RKB毎日放送）
解説：藤田敦史（駒澤大学陸上部コーチ）
- 第2移動車
実況：新タ悦男（TBSテレビ）
解説：磯松大輔（コニカミノルタ陸上部監督）
- バイクリポート
吉田諭司（大分放送）
- スタートリポート
小林由未子（TBSテレビ）
- 競技場ゲスト解説
坂口泰（中国電力陸上部監督）
- フィニッシュ実況
宮脇憲一（RKB毎日放送）
- 競技場インタビュアー
三重野勝己（大分放送）

### 第63回（2014年）の放送体制
- 放送センター
実況：茅野正昌（RKB毎日放送）
解説：川嶋伸次（旭化成陸上部コーチ）
- 第1移動車
実況：櫻井浩二（RKB毎日放送）
解説：藤田敦史（駒澤大学陸上部コーチ）
- 第2移動車
実況：土井敏之（TBSテレビ）
解説：磯松大輔（コニカミノルタ陸上部監督）
- バイクリポート
吉田諭司（大分放送）
- スタートリポート
小林悠（TBSテレビ）
- 競技場ゲスト解説
宗猛（日本陸上競技連盟・中長距離マラソン部長）
- フィニッシュ実況
宮脇憲一（RKB毎日放送）
- 競技場インタビュアー
三重野勝己（大分放送）

### 第62回（2013年）以前の中継に出演していた主なアナウンサー

#### 最初に中継を実施した第28回（1979年）の担当者
TBSテレビ
- 石井智
  - 1991年までメイン実況を担当したが、当時は放送センターが設けられていなかったため、第1中継車に搭乗していた。
- 多田護

RKB毎日放送
- 杉山明男
- 隈部崇之
- 森田浩康（この年の7月1日にテレビ神奈川へ移籍）

大分放送
- 梅木兜士弥
- 三家本稔
- 木村道義

#### 第29回（1980年）から第62回（2013年）までの主な担当者
TBSテレビ
- 中村秀昭
  - 熊本県の出身で、2012年まで第2中継車からの実況を長らく担当。
- 椎野茂
  - 2013年に第2中継車からの実況を担当
- 古谷有美
  - 2012年・2013年にうみたまごのスタート地点からリポートを担当

## ラジオ中継
ラジオ中継はテレビ中継よりも歴史が長く、1954年の第3回から 2014年の第63回大会までNHKがラジオ第1で中継を行い、大分放送局がコースに放送車を出していた。
2010年代の中継では、ゴール地点の大分市営陸上競技場にNHKラジオ実況席を置き、大分放送本社に集めたオンエアー・第1中継車・第2中継車・第3中継車・各固定点の映像を放送席に送り、その画面を見ながら福岡放送局から派遣されたアナウンサーが実況を行っていた。
1955年の第4回大会から1978年の第27回大会までは、RKBラジオ・大分放送両ラジオの共同制作でも放送されていた。その後大分放送単独制作になり実況も同局のアナウンサーが行っていたが、2015年の第64回大会から再びRKB毎日放送・大分放送の2局ネットになる。なお、RKB毎日放送、大分放送両局での中継は、2022年まで福岡市に本社を置く健康食品などの通信販売会社・やずやの冠スポンサーによる「やずやスポーツスペシャル」として放送されていた。
ラジオの実況中継はテレビ放送と同様に大分放送のスタジオに放送席を設け、実況アナウンサー・解説者はテレビ中継車からの映像を見ながら実況。さらにコース上からはバイクリポーター1名がリポートする形態となっている。

## 不祥事
- 2019年の第68回大会に通訳ボランティアとして参加した50代の女性が、大会後にアフリカからの招待選手について自身のブログで「チンパンジー」、「原始人」などと表現していたことが分かり、大会事務局は極めて不適切だとして謝罪した[29][30]。